# Oramia littoralis
Oramia littoralis là một loài nhện trong họ Agelenidae.
Loài này thuộc chi Oramia. Oramia littoralis được miêu tả năm 1973 bởi Raymond Robert Forster & Wilton.